# مس‌وینگز
مس‌وینگز (به انگلیسی: MASwings) یک شرکت هواپیمایی با کد یاتا MH است که در تاریخ ۱ اکتبر ۲۰۰۷ میلادی تأسیس شده‌است. دفتر مرکزی مس‌وینگز در فرودگاه بین‌المللی کوتا کینابالو واقع شده‌است و به ۲۲ مقصد، پرواز انجام می‌دهد.